# Ute Granold

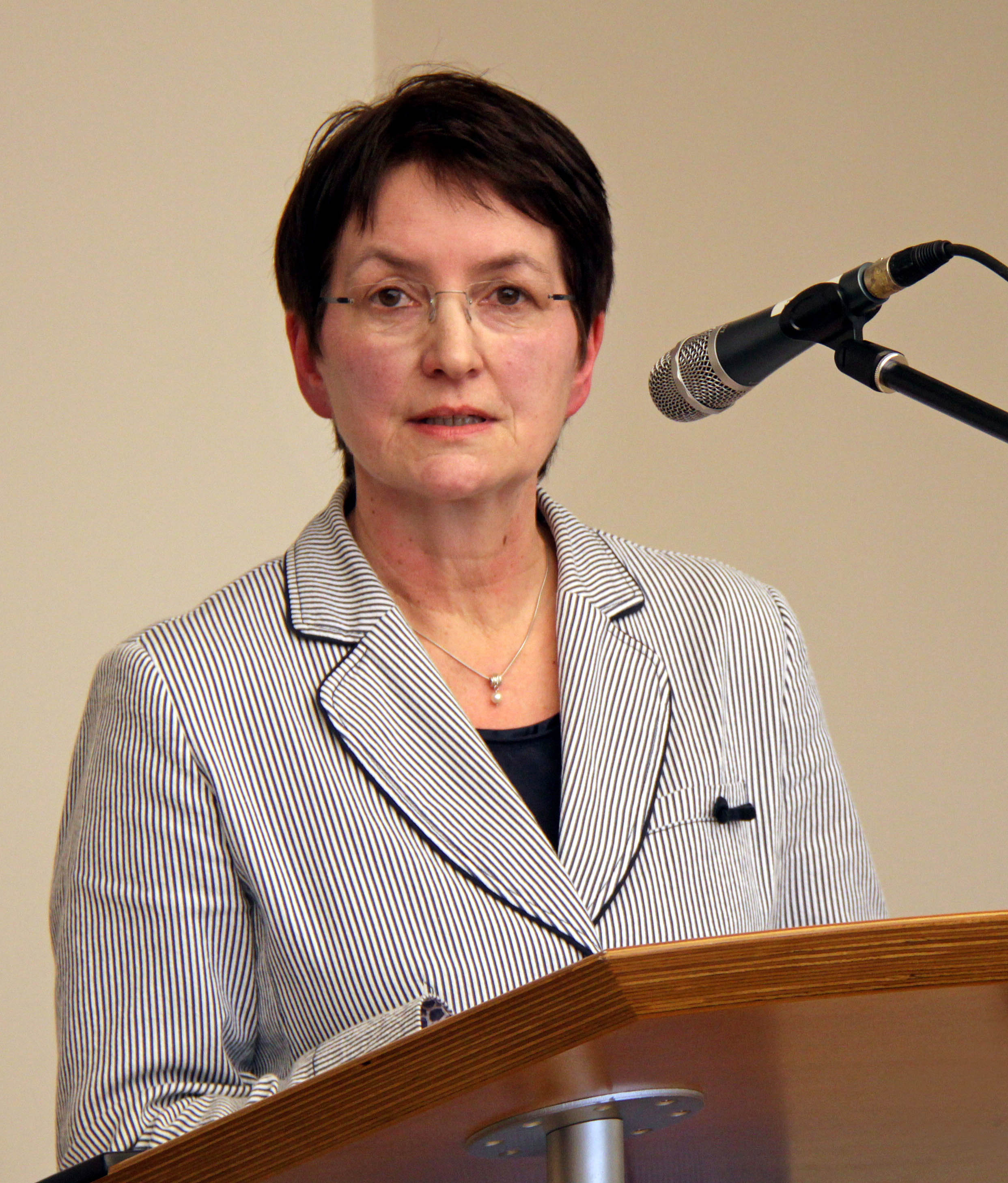
Ute Granold, 2014

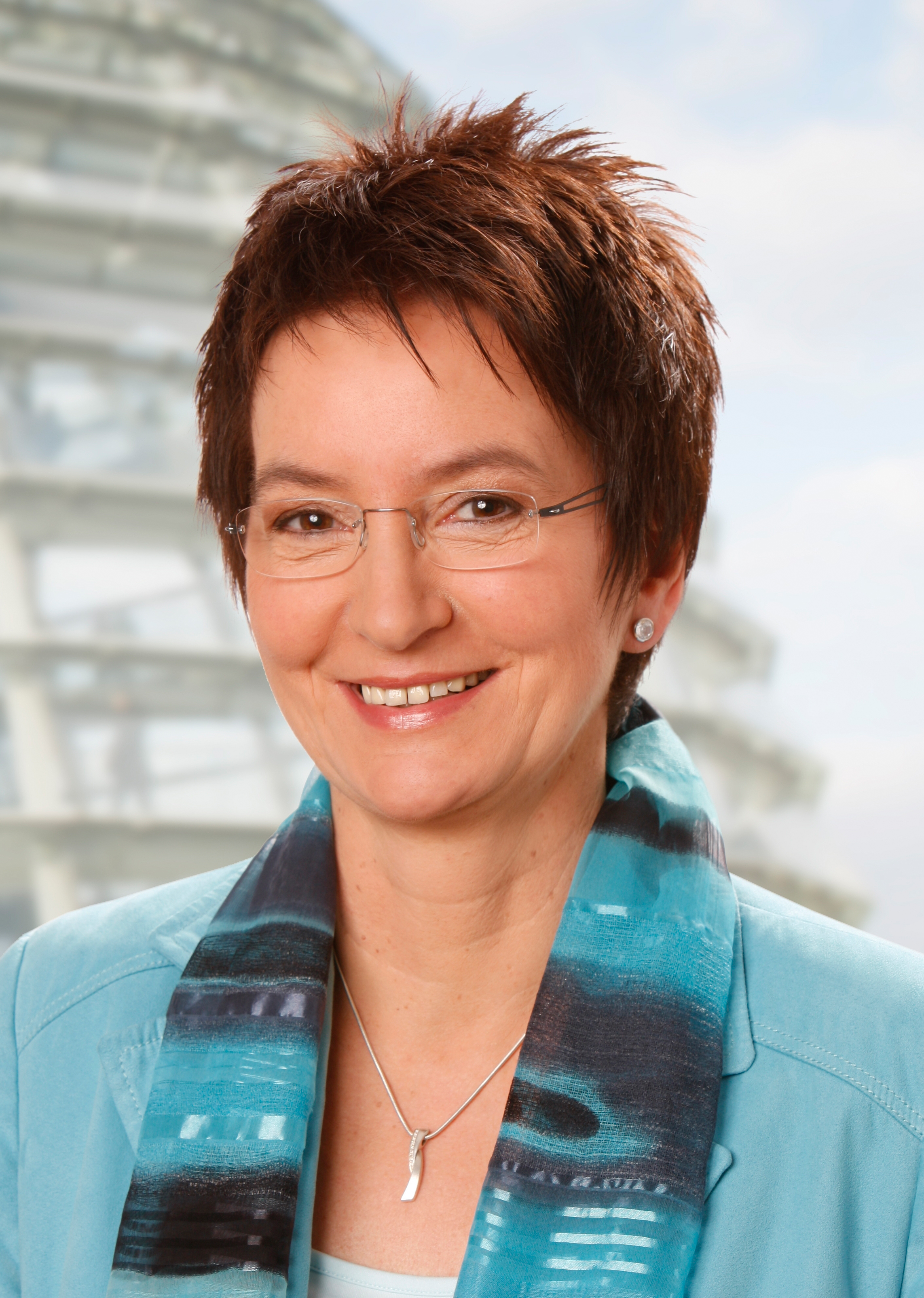
Ute Granold, 2009

Ute Granold geb. Leist (* 2. März 1955 in Mainz) ist eine deutsche Politikerin (CDU). Sie war von 1996 bis 2002 Mitglied des Landtages von Rheinland-Pfalz und von 2002 bis 2013 Mitglied des Deutschen Bundestages.

## Leben und Beruf
Nach dem Abitur 1973 an der Maria-Ward-Schule in Mainz absolvierte Ute Granold ein Studium der Rechtswissenschaft an der Johannes Gutenberg-Universität Mainz, das sie 1978 mit dem ersten juristischen Staatsexamen beendete. Nach dem anschließenden Referendariat legte sie 1982 auch das zweite Staatsexamen ab und wurde als Rechtsanwältin zugelassen. Von 1984 bis 2001 war sie Dozentin an der Bundeswehrfachschule in Mainz.
Ute Granold hat zwei erwachsene Kinder.

## Partei
Ute Granold trat schon als Schülerin 1972 in die Junge Union (JU) und die CDU ein. Sie engagiert sich außerdem im Arbeitskreis christlich-demokratischer Juristen, in der Frauen-Union und der Kommunalpolitischen Vereinigung der CDU und CSU. Sie ist Mitglied im Berliner Kreis, einer informellen CDU-internen „wertkonservativen“ Gruppierung, die sich 2012 aufgrund einer Neuausrichtungsskepsis in der Ära Angela Merkel gebildet hat.

## Abgeordnete
Sie gehört seit 1984 dem Gemeinderat von Klein-Winternheim. Dem Kreistag des Landkreises Mainz-Bingen gehörte sie seit 1994 an; 2019 kandidierte sie nicht mehr.
Von 1996 bis 2002 war Granold Mitglied des Landtages von Rheinland-Pfalz. Dort war sie frauenpolitische Sprecherin und zuletzt auch Justiziarin der CDU-Landtagsfraktion.
Von 2002 bis 2013 war sie Mitglied des Deutschen Bundestages. Hier gehörte sie dem Rechtsausschuss an und war Sprecherin für Fragen des Familienrechts der Arbeitsgruppe Recht der CDU/CSU-Bundestagsfraktion. Sie war außerdem Mitglied im Ausschuss für Menschenrechte und humanitäre Hilfe und Berichterstatterin der CDU/CSU-Fraktion für die Themen Frauen, Kinder, Jugend, Menschenhandel und die Regionen Balkan und Lateinamerika. Darüber hinaus vertrat sie die Fraktionsarbeitsgruppe im Koordinierungsausschuss für humanitäre Hilfe des Auswärtigen Amtes.
2006 und 2007 hielt sie im Bundestag die Reden ihrer Fraktion über die von Bündnis 90/Die Grünen und der FDP beantragte Ergänzung des Lebenspartnerschaftsgesetzes. 2006 stellte sie dabei in Aussicht, dass die Union über die steuerliche Besserstellung eingetragener Lebenspartner zu reden bereit sei. 2007 verteidigte sie jedoch das Verhalten ihrer Fraktion, die jede Debatte zum Thema im Ausschuss vertagt hatte, mit der Begründung, dass anderweitige Ergänzungen, die schon 2005 in Kraft getreten waren, möglicherweise nicht verfassungskonform seien. Eine entsprechende Bewertung durch das Bundesverfassungsgericht stehe noch aus. Dem wolle man nicht vorgreifen.
Granold zog 2002 und 2005 über die Landesliste Rheinland-Pfalz in den Bundestag ein. Bei der Bundestagswahl 2009 errang sie das Direktmandat und schlug damit im Wahlkreis Mainz Michael Hartmann von der SPD. Für die Bundestagswahl 2013 trat Granold nicht mehr an.
Ute Granold ist seit 2016 Beiratsmitglied im Bundesverband der Orientalischen Christen Deutschlands (ZOCD) und Kuratoriumsmitglied im Deutschen Institut für Menschenrechte.

## Ämter
Seit 1990 ist Granold ehrenamtliche Ortsbürgermeisterin ihres Wohnortes Klein-Winternheim. Sie wurde bei den Kommunalwahlen 2019 für eine fünfjährige Amtszeit wiedergewählt. Zur Wiederwahl bei den Kommunalwahlen 2024 trat sie nicht mehr an. Nach dem Ausscheiden aus dem Amt der Ortsbürgermeisterin, wurde sie in Klein-Winternheim mit einstimmigen Beschluss des Gemeinderates im Oktober 2024 zur Ehrenbürgerin ernannt. Granold war bis zu ihrem Ausscheiden aus dem Deutschen Bundestag 2013 Mitglied im Stiftungskuratorium der Fridtjof-Nansen-Akademie für politische Bildung.

## Auszeichnungen
- Freiherr-vom-Stein-Plakette 2013
- Bundesverdienstkreuz am Bande 2014
- Ehrenbürgerin von Klein-Winternheim, dem Ort, in dem sie von 1990 bis 2024 Ortsbürgermeisterin war[7]